# Walter Lehmann
Walter Lehmann (Berlim, 16 de setembro de 1878 – Berlim, 7 de fevereiro de 1939) foi um etnólogo alemão.

## Publicações
- Die Ueberlagerung der Leber durch das Colon transversum. B. Georgi, Leipzig 1903, zugleich: Dissertation, Leipzig 1903
- Vokabular der Rama-Sprache nebst grammatischem Abriss. Straub, München 1914, zugleich: Dissertation, München 1913
- Über die Stellung und Verwandtschaft der Subtiaba-Sprache der Pazifischen Küste Nicaraguas und über die Sprache von Tapachula in Südchiapas: Unger, Berlin 1915; zugleich: Habilitationsschrift, München 1915
- Ergebnisse einer Forschungsreise in Mittelamerika und Mexico, 1907–1909. In: Zeitschrift für Ethnologie. Band 42, S. 687–749, Berlin
- Zentral-Amerika. Band 1: Die Sprachen Zentral-Amerikas in ihren Beziehungen zueinander sowie zu Süd-Amerika und Mexiko. 2 Teilbände, Reimer, Berlin 1920
- com Heinrich Doering: Kunstgeschichte des alten Peru. Wasmuth, Berlin 1924
- Ausstellung altamerikanischer Kunst. Veranstaltet von den Staatlichen Museen in Gemeinschaft mit der Preussischen Akademie der Künste und dem Ibero-Amerikanischen Institut [Dezember 1931 bis Januar 1932]. Schaal, Berlin 1931
- Aus den Pyramidenstädten in Alt-Mexiko. Reimar Hobbing, Berlin 1933
- Die Geschichte der Königreiche von Colhuacan und Mexico (= Quellenwerke zur alten Geschichte Amerikas, Band 1). Kohlhammer, Stuttgart und Berlin 1938; 2. Auflage herausgegeben von Gerdt Kutscher, Kohlhammer, Stuttgart [u. a.] 1974, ISBN 3-17-228011-X
- Bernardino de Sahagún; Walter Lehmann (Übersetzung); Gerdt Kutscher (Hrsg.): Sterbende Götter und christliche Heilsbotschaft. Wechselreden indianischer Vornehmer und spanischer Glaubensapostel in Mexiko 1524 (= Quellenwerke zur alten Geschichte Amerikas, Band 3). Kohlhammer, Stuttgart 1949 (mit Porträt)
- Domingo de San Anton Muñon Chimalpahin Quauhtlehuanitzin; Walter Lehmann und Gerdt Kutscher (Übersetzung): Das Memorial breve acerca de la fundacion de la ciudad de Culhuacan und weitere ausgewählte Teile aus den „Diferentes historias originales“ (Ms. mexicain No. 74, Paris.) (= Quellenwerke zur alten Geschichte Amerikas, aufgezeichnet in den Sprachen der Eingeborenen, Band 7). Kohlhammer, Stuttgart 1958
- Walter Lehmann und Gerdt Kutscher (Übersetzung und Erläuterung); Günter Vollmer (Einleitung): Geschichte der Azteken. Codex Aubin und verwandte Dokumente (= Quellenwerke zur alten Geschichte Amerikas aufgezeichnet in den Sprachen der Eingeborenen, Band 13). Mann, Berlin 1981, ISBN 3-7861-3019-1
- Gertrud Schumacher de Peña: El vocabulario mochica de Walter Lehmann 1929, comparado con otras fuentes léxicas. Instituto de Investigación de Lingüística Aplicada (CILA) UNMSM, Lima 1991, 56 Seiten.